# Самедов, Зарбали Мирзаага оглы
Зарбали Мирзаага оглы Самедов (азерб. Zərbəli Mirzəağa oğlu Səmədov; 1 января 1908, Баку — 4 октября 1979, там же) — советский азербайджанский педагог, Герой Социалистического Труда (1968). Заслуженный учитель Азербайджанской ССР (1960).

## Биография
Родился 1 января 1908 года в городе Баку Бакинской губернии (ныне столица Азербайджана).
Окончил Бакинскую педагогическую школу (1927) и филологический факультет Азербайджанского педагогического института имени В. И. Ленина (1941).
C 1927 года — библиотекарь в библиотеках города Баку. В 1929—1945 годах — учитель азербайджанского языка и литературы в школах города Баку, преподаватель ликбеза, завуч школы №1, методист родного языка и литературы в Бакинском отделе народного образования. С 1945 года — учитель азербайджанского языка и литературы ордена Трудового Красного Знамени школе № 190 района имени 26 бакинских комиссаров города Баку. 
Как педагог-методист совместно с коллегами разработал различные методики обучения: «Преподавание азербайджанского языка для 9-х классов русскоязычных школ» (1978), «Обучение азербайджанской литературы для 8-х классов» (1971). Автор учебника азербайджанского языка для 9-х классов русских школ, соавтор «Русско-азербайджанского разговорника», опубликовал более 200 статей по методике преподавания азербайджанского языка.
Указом Президиума Верховного Совета СССР от 1 июля 1968 года за большие заслуги в деле обучения и коммунистического воспитания учащихся Самедов Зарбали Мирзаага оглы присвоено звание Героя Социалистического Труда с вручением ордена Ленина и золотой медали «Серп и Молот».
Скончался 4 октября 1979 года в родном городе. Похоронен в Баку на Второй Аллее почётного захоронения.